# Chiesa di San Cristoforo (Cogollo del Cengio)
La chiesa di San Cristoforo è la parrocchiale di Cogollo del Cengio, in provincia di Vicenza e diocesi di Padova; fa parte del vicariato di Caltrano.

## Storia
Il borgo di Cogollo è elencato tra i beni che furono donati nel 983 dal vescovo di Vicenza al monastero dei Santi Vito e Modesto; la chiesetta del paese era però compresa nella diocesi di Padova e dipendeva dalla pieve di Santa Maria di Caltrano.
In epoca medievale questo luogo di culto era dedicato non solo a San Cristoforo, ma anche a San Senesio; la venerazione per quest'ultimo fu portata dai monaci nonantolani, che in zona avevano dei possedimenti.
Nel XV secolo la chiesa fu interessata da un intervento di ampliamento e poi consacrata; il coro venne invece aggiunto più tardi, nel 1717.
La prima pietra della nuova parrocchiale fu posta nel 1912; l'edificio, la cui costruzione si era interrotta durante la prima guerra mondiale, venne benedetto il 10 luglio 1927 da monsignor Giuseppe Fulco, sebbene i lavori non fossero stati ancora del tutto completati, e poi consacrato nel 1978.

## Descrizione

### Esterno

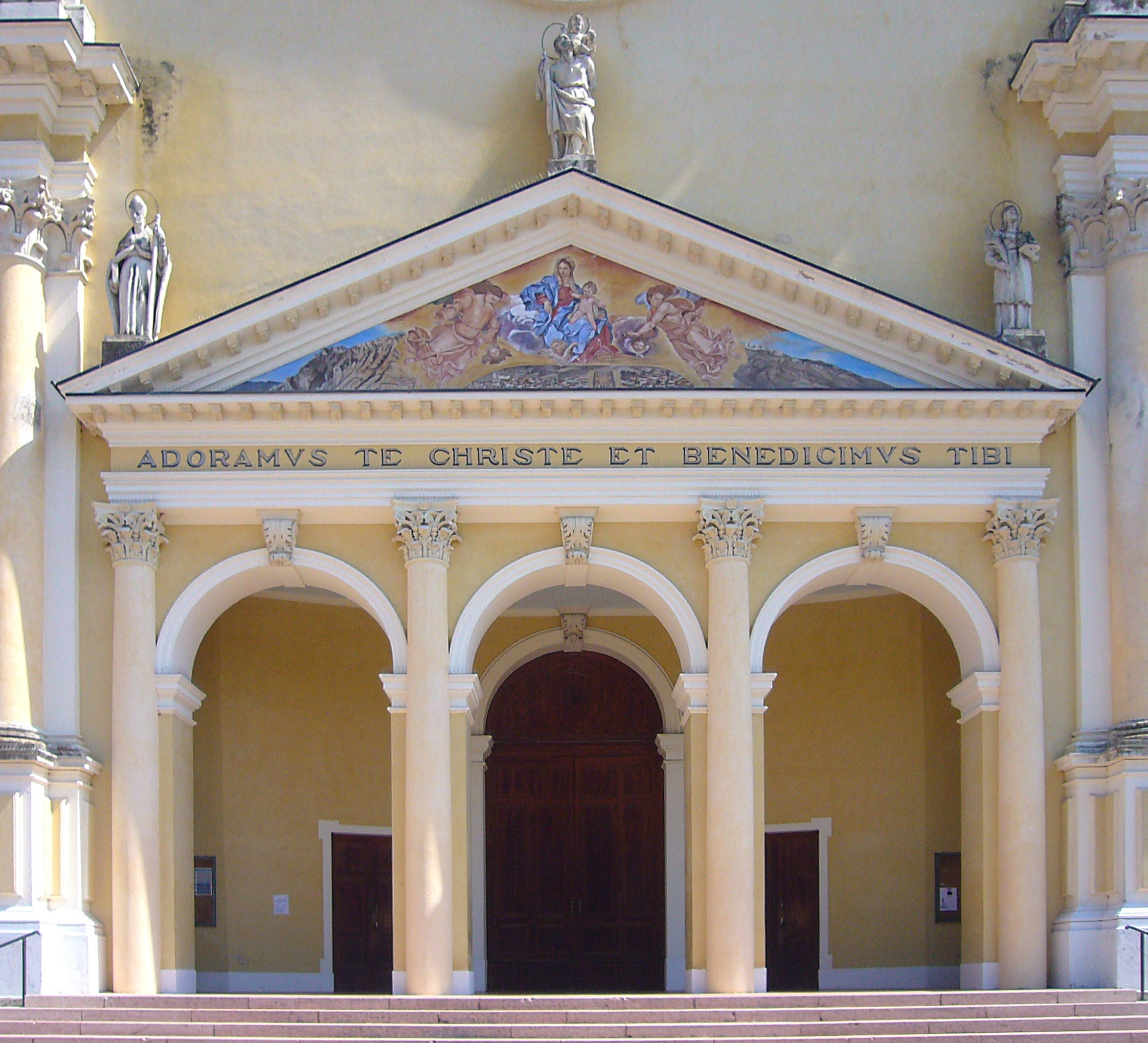
Il pronao

La facciata a capanna della chiesa, rivolta a sudovest, è caratterizzata da un portichetto che si apre con tre archi a tutto sesto separati da semicolonne sorreggenti il frontone abbellito da un dipinto eseguito nel 2000 e presenta in alto il rosone.
Annessi alla parrocchiale sono i due campanili gemelli, abbelliti da paraste e da cornici marcapiano; le celle presentano su ogni lato una monofora. Nelle loro celle sono presenti in totale 4 campane. Nel campanile di destra vi sono 3 campane in scala frigia di Fa3 (Fa3, Solb3, Lab3) elettrificate alla veronese, usate per richiamare i fedeli alle Messe. Nel campanile di sinistra è presente un campanone in Do3 (anch'esso elettrificato alla veronese) usato per gli Angelus.

### Interno

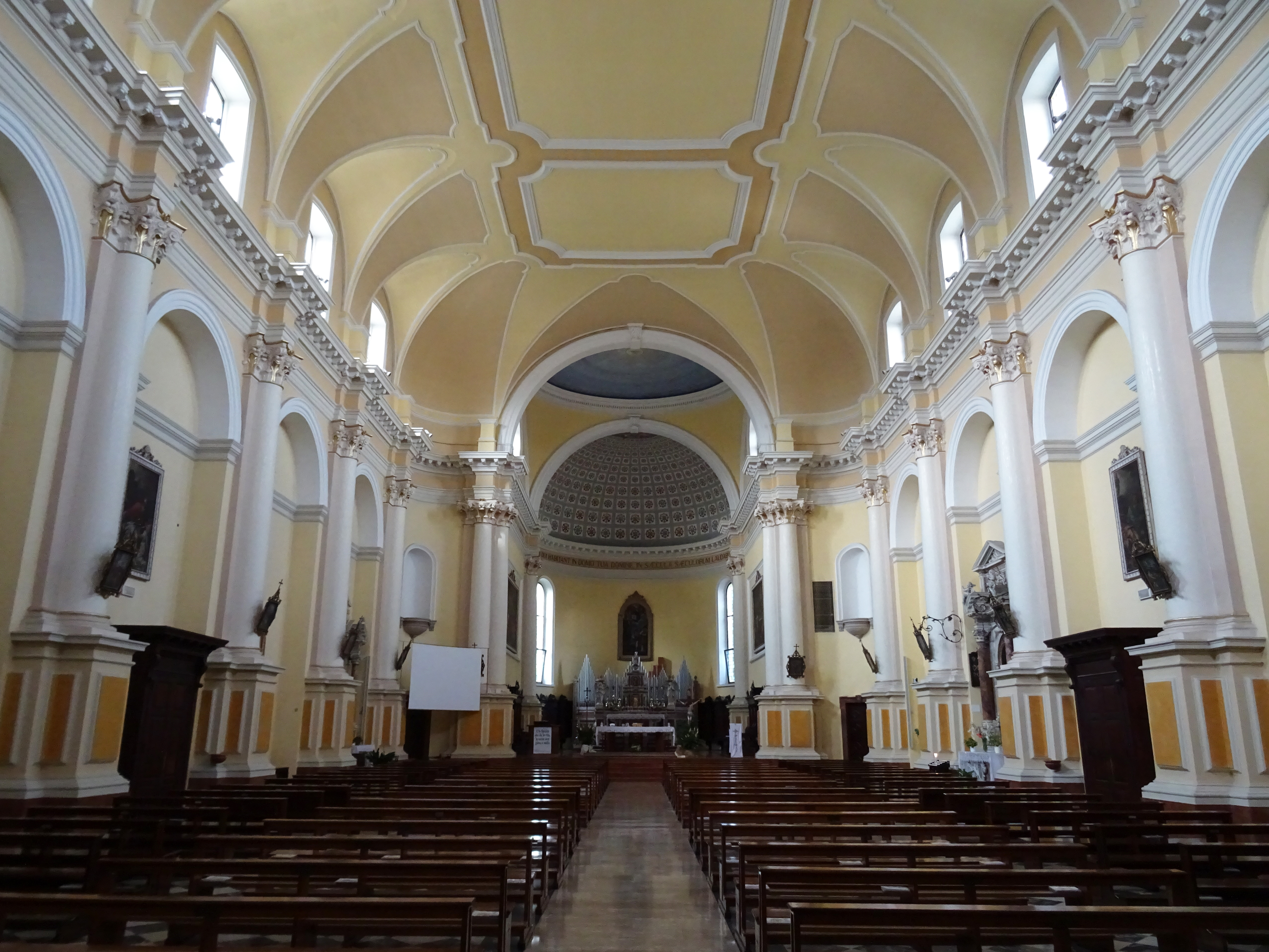
Interno

L'interno dell'edificio si compone di un'unica ampia navata, sulla quale si affacciano i modesti sfondamenti introdotti da archi a tutto sesto e le cui pareti sono scandite da semicolonne sorreggenti la trabeazione aggettante e modanata sopra la quale si imposta la volta; al termine dell'aula si sviluppa il presbiterio, rialzato di cinque gradini e chiuso dall'abside semicircolare.
Qui sono conservate diverse opere di pregio, tra le quali la statua lignea raffigurante la Madonna e il Bambino , intagliata nel Quattrocento, e la pala ritraente San Marco Evangelista, dipinta nel 1717 da Francesco Balante.